# Arrondissement del dipartimento del Nord
Gli arrondissement del dipartimento del Nord, nella regione francese dell'Alta Francia, sono sei: Avesnes-sur-Helpe (capoluogo Avesnes-sur-Helpe), Cambrai (Cambrai), Douai (Douai), Dunkerque (Dunkerque), Lilla (Lilla) e Valenciennes (Valenciennes).

## Composizione

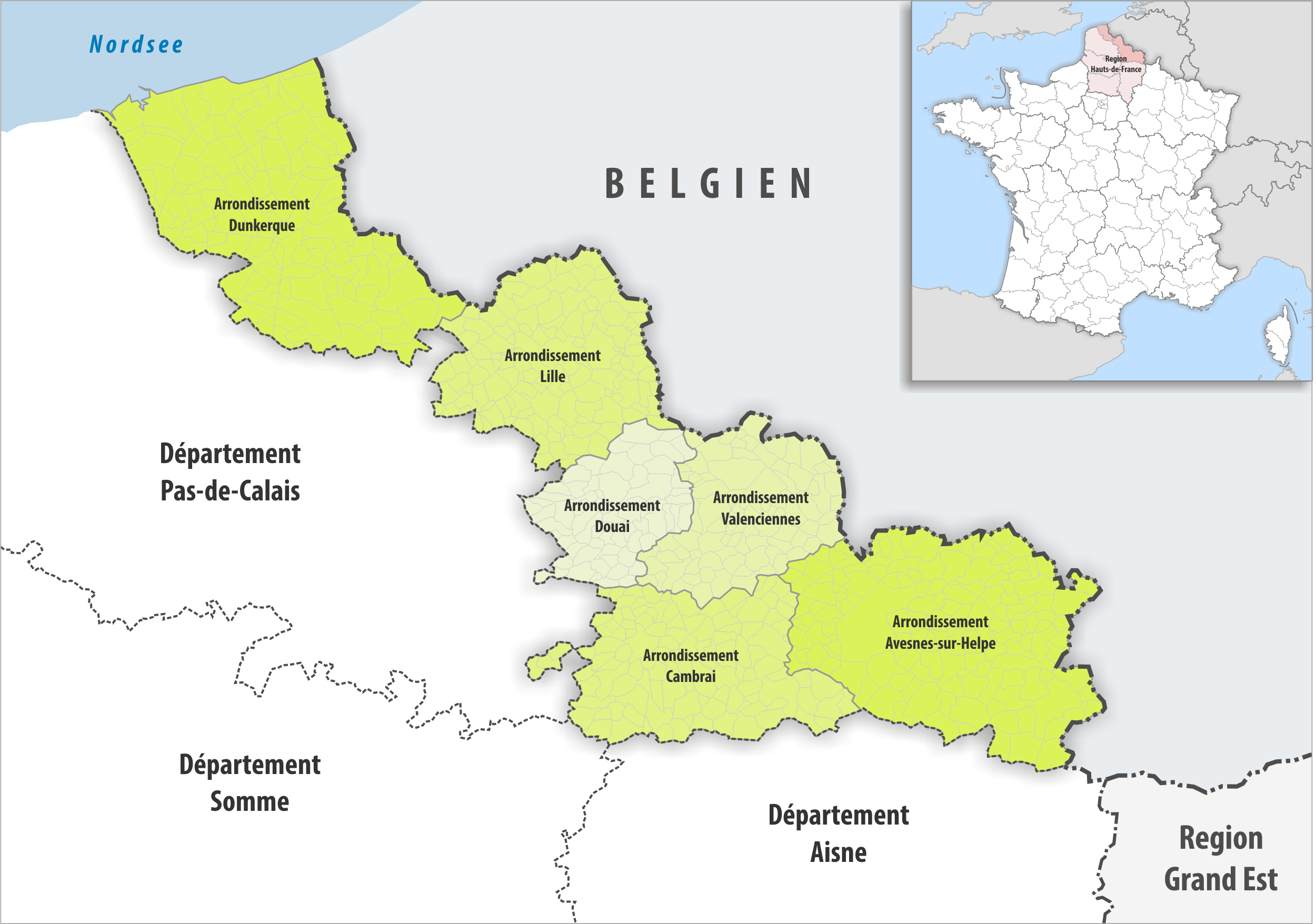
Gli arrondissement del dipartimento nel 2019

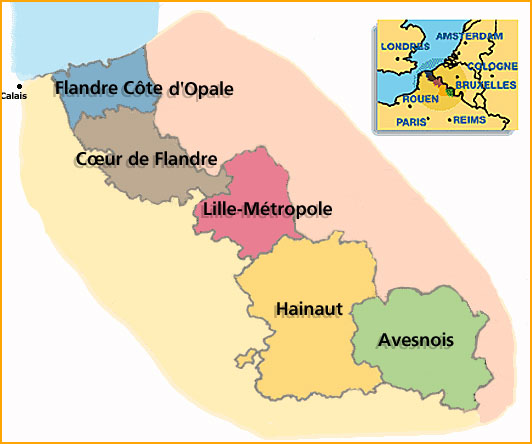
I « paesi del Nord » secondo la definizione del Comitato dipartimentale del turismo

| Nome                                | Codice INSEE | N° di comuni | Superficie km2 | Popolazione | Densità (abitanti/km2) |
| ----------------------------------- | ------------ | ------------ | -------------- | ----------- | ---------------------- |
| Arrondissement di Avesnes-sur-Helpe | 591          | 151          | 1 407,5        | 228 395     | 162                    |
| Arrondissement di Cambrai           | 592          | 116          | 901,6          | 161 111     | 179                    |
| Arrondissement di Douai             | 593          | 64           | 476,6          | 245 549     | 515                    |
| Arrondissement di Dunkerque         | 594          | 111          | 1 442,7        | 374 966     | 260                    |
| Arrondissement di Lilla             | 595          | 124          | 879,5          | 1 244 589   | 1 415                  |
| Arrondissement di Valenciennes      | 596          | 82           | 634,8          | 351 624     | 554                    |
| Dipartimento del Nord               | 59           | 648          | 5 742,7        | 2 606 234   | 454                    |

## Arrondissement e identità locali
La suddivisione del dipartimento del Nord in arrondissement, il cui scopo è essenzialmente amministrativo, non corrisponde esattamente a una ripartizione secondo identità o entità storiche ben stabilite e chiaramente delimitate.
Tuttavia possiamo notare, sulla carta dei "paesi del Nord" redatta dal Comitato Dipartimentale per il Turismo, che alcuni confini d'arrondissement rappresentano un po' più di un concetto puramente amministrativo, poiché sono in parte ripresi come confini di quelle entità storiche. Va osservato che tra i "paesi" distinti da questo comitato, troviamo anche l'antico arrondissement di Cassel e Hazebrouck, che fu abolito nel 1926, ma la cui area geografica è identificata ancora oggi con il nome di "Coeur de Flanders" ("Cuore delle Fiandre").
I confini del dipartimento del Nord corrispondono all'incirca a quelli della provincia delle Fiandre francesi prima della rivoluzione (provincia che fu definitivamente annessa alla Francia con il trattato di Aix la Chapelle nel 1668), che poteva essere divisa, a sua volta, in quattro province: Fiandre marittime, le Fiandre valloni, le Hainaut e il Cambrésis. Gli attuali arrondissement sono il livello geografico che oggi più si avvicina a queste ultime province.
L'arrondissement di Dunkerque corrisponde alle Fiandre marittime, quelli di Lilla e Douai corrispondono più o meno alle Fiandre valloni, quello di Cambrai più o meno alla Cambrésis e quelli di Valenciennes e Avesnes-sur-Helpe più o meno alla parte francese dell'Hainaut, inclusa la regione di Avesnois.

## Storia
- 1790: istituzione del dipartimento del Nord con otto distretti: Avesnes, Bergues, Cambray, Douay, Hazebrouck, Lille, Le Quesnoy e Valenciennes.
- 1800: i distretti sono sostituiti con gli arrondissement e il loro numero è ridotto a sei: Avesnes, Bergues, Cambrai, Cassel, Douai et Lille (decreto del 17 ventoso anno VIII).
- 1803: trasferimento della sottoprefettura di Bergues a Dunkerque (decreto del 3 termidoro anno XI).
- 1824: istituzione del distretto di Valenciennes per divisione di quello di Douai (ordinanza reale del 21 luglio 1824).
- 1857: trasferimento della sottoprefettura da Cassel a Hazebrouck.
- 1926: soppressione dell'arrondissement di Hazebrouck che viene fuso con quello di Dunkerque (legge del 10 settembre 1926).[9][10]